# Сирота, Иван Михайлович
Ива́н Миха́йлович Сирота́ (укр. Іван Михайлович Сирота; 31 октября 1927 — 26 июля 2020) — советский и украинский учёный-правовед, специалист в области права социального обеспечения. Кандидат юридических наук (1973), профессор, заслуженный юрист Украины (1999). Участник Великой Отечественной войны. В 1960-е — 1970-е годы был депутатом и председателем исполнительных комитетов в нескольких одесских советах. Занявшись научной деятельностью в 1960-х годах, начал работать на кафедре трудового права и права социального обеспечения в Одесском государственном университете имени И. И. Мечникова.
С 1997 года был деканом в Национальном университете «Одесская юридическая академия». Участвовал в создании социально-правового факультета и факультета последипломного образования, последний из которых возглавил.

## Биография
Иван Сирота родился 31 октября 1927 года в селе Дальник (с 1963 года является частью села Великий Дальник), которое ныне входит в состав Одесской области Украины. Отец работал в морском порту Одессы, а мать занималась домашним хозяйством. Помимо Ивана в семье было ещё пятеро детей - четверо сестёр и брат. По оценкам современников Ивана Сироты впоследствии на формирование его личности повлияли его деды — участники Первой мировой войны. В 1941 году он получил неполное среднее образование. После начала Великой Отечественной войны он, как и другие жители села Дальник, участвовал в обороне Одессы и возведении оборонительных сооружений. Однако, тогда же он получил ранение и был направлен на лечение в госпиталь Приморской армии.
Весной 1944 года была освобождена Одесса. В том же году Иван Сирота начал работать в железнодорожном депо Одесса-Сортировочная. Однако вскоре после освобождения Одессы в возрасте семнадцати лет он был призван в Красную армию, служил в истребительном батальоне. Участвовал в боях на территории Одесской области, Молдавской ССР и Румынии. После окончания войны продолжил службу в армии в железнодорожных войсках и участвовал в «преодолении последствий войны» на территории Одесского, Прикарпатского и Закавказского военных округов. Кроме того, в тот же период начал заниматься общественной деятельностью: стал членом ВКП(б), участвовал в статусе делегата в конференциях, прошёл курс в партийной школе дивизии и был избран народным заседателем в военный трибунал гарнизона. Был демобилизован в 1952 году и получил рекомендацию на обучение по специальности «правоведение».
После демобилизации Иван Сирота вернулся в Одесскую область, где поступил в железнодорожный техникум. Одновременно с учёбой он начал работать по специальности, сначала был машинистом в одном из локомотивных депо Одесской железной дороги, а затем транспортном отделе сахарного завода. Не прекращая работать, в 1955 году Сирота поступил на юридический факультет Одесского государственного университета имени И. И. Мечникова. Проучился на этом факультете до 1960 года, а затем учился на юридическом факультете Киевского государственного университета имени Т. Г. Шевченко, который окончил в том же году.
Получив высшее образование некоторое время отработал в Ленинской районной прокуратуре города Одессы. Позже работал в отделе правоохранительных органов, где сначала был координатором, а затем заместителем заведующего этого отдела. В 1967 году Иван Сирота был избран председателем Приморского районного исполнительного комитета (Одесса). Кроме того, он был народным депутатом в советах Приморского и Центрального районов Одессы, а также Одесского городского совета, где был председателем комиссии по законности. В разные годы Иван Михайлович также был секретарём профсоюза Одесско-Кишенёвской железной дороги, членом профсоюза высшей школы и научных учреждений и совета профсоюзов Одесской области, принимал участие в работе одесской городской ячейки общества «Знание», где руководил работой юридической секции.
Не оставляя основного места работы и общественной деятельности, в 1964 году начал работать в Одесском государственном университете имени И. И. Мечникова, где занял должность преподавателя кафедры трудового права. Работая на кафедре он стал учеником у профессора Ивана Середы. Позже поступил в аспирантуру, которую окончил досрочно в 1973 году и защитил диссертацию на соискание учёной степени кандидата юридических наук по теме «Правовое регулирование социального страхования членов колхозов». Соответствующая степень была присвоена ему в том же году. В начале учебного 1976/77 года Иван Сирота полностью перешёл на научно-преподавательскую работу и стал старшим преподавателем в Одесском университете. Спустя два года ему было присвоено учёное звание доцента. Позже занимал должности доцента, профессора и заместителя заведующего кафедрой трудового права. Одновременно с научно-педагогической деятельностью занимался административной работой, с 1977 по 1993 год он был заместителем декана юридического факультета Одесского университета, а также руководил заочным и вечерним отделениями вуза. По разным данным, в 1996 или 1997 году Ивану Сироте было присвоено учёное звание профессора по кафедре трудового права и права социального обеспечения.
В 1997 году был основан Национальный университет «Одесская юридическая академия», куда Иван Михайлович и перешёл работать. При его участии в университете были созданы социально-правовой факультет и факультет последипломного образования. В последнем Сирота вскоре после основания вуза занял должность декана. Позже был координатором работы отделённых учебных центров Одесской юракадемии, которые находились в Симферополе, Кривом Роге, Никополе, Николаеве, Черкассах и Черновцах. В частности, участвовал в создании Криворожского учебного центра. К 80-летию профессора Сироты был издан биобиблиографический указатель его работ и публикаций о нём, а к 90-летию в 2017 году помимо ещё одного биобиблиографического указателя, была проведена международная научно-практическая конференция «Актуальные проблемы социального права в условиях евроинтеграции» (укр. «Актуальні проблеми соціального права в умовах євроінтеграції»). Иван Михайлович скончался 26 июля 2020 года. К моменту смерти он занимал должность профессора кафедры трудового права и права социального обеспечения и был последним из ветеранов Великой Отечественной войны, работавших в Одесской юракадемии.

## Научная деятельность
Иван Михайлович являлся одним из основателей права социального обеспечения Украины. По мнению академика НАПрН Украины Сергея Кивалова, работы, написанные Иваном Сиротой в 1970-х — 1990-х годах, стали основой для формирования права социального обеспечения как отдельной отрасли права, часть этих работ была опубликована в журнале «Право Украины» (до 1991 года — «Радянське право»). Исследуя право социального обеспечения, профессор Сирота особое внимание уделял проблемам пенсионного обеспечения, реформированию пенсионной системы Украины, юридическим аспектам социального страхования и социального обслуживания. Кроме того, он изучал проблематику юридической службы в народном хозяйстве и правового обеспечения хозяйственной деятельности предприятий. Давая характеристику научной деятельности профессора Сироты, академик НАПрН Украины Сергей Кивалов отмечал, что труды Ивана Николаевича «направлены на развитие науки права социального обеспечения, усовершенствования системы пенсионного обеспечения и общеобязательного социального страхования, создания эффективного механизма обеспечения социальных прав человека».
Иван Сирота стал автором первого изданного в Украине учебника по дисциплине «право социального обеспечения». Данный учебник несколько раз переиздавался на русском и украинском языках, а также был рекомендован Министерством образования и науки Украины для студентов обучающихся по специальности «право».
В юридической среде привлёк к себе внимание изданный в 1998 году курс лекций Ивана Сироты «Право пенсионного обеспечения». Харьковские учёные-правоведы Галина Гончарова, Владимир Жернаков и Сергей Прилипко отмечали, что в своём курсе лекций Иван Сирота смог систематизировать и осветить на необходимом уровне вопросы, сопряжённые с пенсионным обеспечением граждан Украины. По их мнению, ценность этого учебного издания заключалась в том, что там есть задания для студентов, ориентировочный список курсовых и домашних робот. При этом они не соглашались с позицией своего одесского коллеги, который считал конституционное понятие «социальная защита» более широким, нежели юридическое понятие «социальное обеспечение», которое он называл одним из элементов социальной защиты. Также харьковские учёные, рецензируя данное издание, писали, что выделение им «пенсионного права» в отдельную подотрасль права социального обеспечения является неверным с точки зрения теории права, отсутствия у пенсионного права собственного предмета и метода науки. Однако, в год своего издания этот курс лекций был удостоен второй премии Союза юристов Украины в номинации «учебные пособия».
В своих трудах профессор Сирота обосновывал, что социальное обеспечение является одной из ключевых составляющих системы гарантий прав и свобод человека для цивилизованных и промышленно развитых стран с рыночной экономикой. Также Иван Сирота считал, что социальное страхование существует в различных формах и видах, которые зависят от специфики обеспечения разных категорий граждан. Он выделял 13 форм социального страхования. Однако черниговский учёный-правовед Валентина Андреева и харьковские учёные-правоведы Елена Москаленко, Сергей Прилипко и Олег Яросшенко указывали на недостаточную обоснованность этой позиции своего одесского коллеги.
В одной из своих публикаций в 2016 году Иван Михайлович выразил мнение, что Соглашение об ассоциации между Украиной и Европейским союзом направлено на поддержку социальных стандартов и их дальнейшее постоянное развитие.

### Подготовка учёных
Ещё в 1990-х годах Иван Сирота участвовал в подготовке кандидатов юридических наук. Среди тех кто защитил свои кандидатские диссертации под научным руководством профессора Сироты были Лариса Шумная (тема диссертации «Правовые основы реабилитации инвалидов в Украине»), Рашид Чанышев (тема диссертации «Правовое регулирование информационных отношений в сфере труда») и Елена Горбатенко (тема диссертации «Правоотношения по общеобязательному государственному пенсионному страхованию»). Сергей Кивалов отмечал, что в начале XXI века украинские учёные, которые писали диссертации на соискание учёных степеней по специальности «трудовое право и право социального обеспечения».

## Награды и отличия
И. М. Сирота был удостоен трёх орденов — советского Отечественной войны II степени и украинских «За мужество» III степени и «За заслуги» III степени, а также ряда медалей, среди которых были «За оборону Одессы» и «За победу над Германией в Великой Отечественной войне 1941—1945 гг.», юбилейной медалью «За доблестный труд (За воинскую доблесть). В ознаменование 100-летия со дня рождения Владимира Ильича Ленина», а также юбилейными медалями в честь годовщин победы в Великой Отечественной войны. Указом Президента Украины Леонида Кучмы № 1276/99 от 4 октября 1999 года Ивану Михайловичу Сироте за весомый личный вклад в реализацию государственной правовой политики, заслуги в укреплении законности и правопорядка, высокий профессионализм было присвоено почётное звание «Заслуженный юрист Украины». Также был удостоен почётного звания «Заслуженный юрист Автономной Республики Крым».
В 1987 году ему была вручена Почётная грамота Министерства образования Украинской ССР. В 1997 году ему было присвоено звание «Ветеран труда» и в том же году он был награждён нагрудным знаком Министерства образования и науки Украины «Отличник образования Украины». Имел почётную грамоту Кабинета министров Украины. Кроме того в числе отличий вручённых Сироте были благодарности, почётные грамоты и ценные подарки союзного правительства, Государственного комитета обороны, Центрального комитета профессиональных союзов железнодорожников, Одесской областной государственной администрации и Союза юристов Украины, а также отличиями Одесского городского совета «За заслуги перед городом» и Криворожского городского советов «За заслуги перед городом».
В 2004 году был решением учёного совета Иван Сирота избран почётным профессором Национального университета «Одесская юридическая академия». Также был удостоен знака Национального университета «Одесская юридическая академия» «За заслуги» I степени.